# ノストラダムス
ミシェル・ノストラダムス（Michel Nostradamus, 1503年12月14日 - 1566年7月2日）は、ルネサンス期フランスの医師、占星術師、詩人。また、料理研究の著作も著している。日本では「ノストラダムスの大予言」の名で知られる詩集を著した。彼の予言は、現在に至るまで非常に多くの信奉者を生み出し、様々な論争を引き起こしている。
フランス語名は、ミシェル・ド・ノートルダム (Michel de Nostredame) で、よく知られるノストラダムスの名は、姓をラテン語風に綴ったものである。しばしば、「ミシェル・ド・ノストラダムス」と表記されることもあるが、後述するように適切なものでない。

## 概要
ノストラダムスは改宗ユダヤ人を先祖とし、1503年にプロヴァンスで生まれ、おそらくアヴィニョン大学で教養科目を、モンペリエ大学では医学を、それぞれ学んだ。南仏でのペスト流行時には積極的に治療にあたり、後年にその時の経験などを踏まえて『化粧品とジャム論』などを著した。
他方で、1550年頃から占星術師としての執筆活動も始め、代表作『ミシェル・ノストラダムス師の予言集』などを著し、当時大いにもてはやされた。王妃カトリーヌ・ド・メディシスら王族や有力者たちの中にも彼の予言を賛嘆する者が現れ、1564年には、国王シャルル9世より「常任侍医兼顧問」に任命された。その2年後、病気により62歳で没した。
彼の作品で特によく知られているのが、『ミシェル・ノストラダムス師の予言集』である（『諸世紀』という名称も流布しているが、適切なものではない）。そこに収められた四行詩形式の予言は非常に難解であったため、後世様々に解釈され、その「的中例」が広く喧伝されてきた。あわせてノストラダムス自身の生涯にも多くの伝説が積み重ねられてゆき、結果として、信奉者たちにより「大予言者ノストラダムス」として祭り上げられることとなった（「ノストラダムス現象」も参照のこと）。
長らくこれに対する学術的検証はほとんど行われてこなかったが、現在では伝説を極力排除した彼の生涯や、彼自身の予言観や未来観を形成する上で強い影響を与えたと考えられる文典の存在なども、徐々に明らかとなりつつある。そうした知見を踏まえる形で、ルネサンス期の一人の人文主義者としてのノストラダムス像の形成や、彼の作品への文学的再評価などが、目下着実に行われつつある。

## 出自
ノストラダムスの父方の先祖は、14世紀末以降、アヴィニョンで商業を営んでいた。父方の祖父が善良王ルネに仕えた医師・占星術師であったとする説は、ノストラダムスの弟や長男ら親族による誇張であり、父方の祖父も実際には商人であった。ピエール＝ジョゼフ・ド・エーツによる18世紀の伝記などでは、ノストラダムスの先祖をさらに遡れば、失われた十支族のイッサカル族に辿り着くとされているが、これもまた根拠を持たない。
父方の曽祖父ダヴァン・ド・カルカソンヌと祖父クレカは、15世紀半ばにユダヤ教からキリスト教に改宗した。改宗後、クレカはピエール・ド・ノートルダムと改名し、三度目の妻の姓をもとにペイロ・ド・サント＝マリーとも名乗った。ノートルダムもサント＝マリーも聖母マリアを意味する。祖父は改名後、ノートルダム姓をより多く用い、それが息子や孫（ノストラダムス）にも受け継がれた。
ピエールの息子でノストラダムスの父にあたるジョーム・ド・ノートルダムも、当初はアヴィニョンの商人であったが、サン＝レミ＝ド＝プロヴァンス（当記事では以下サン＝レミと略記）の住民レニエールと結婚した後、サン＝レミに居を移した。
ノストラダムスはユダヤ人とされることもあるが、上記の通り、父方の祖父の代に改宗が行われている。また、父方の祖母ブランシュもキリスト教徒である。
母方については不明な点も多いが、曽祖父がキリスト教徒であったことは確かである。母レニエールもキリスト教徒であったと推測されているので、ノストラダムスはユダヤ人の定義には当てはまらない。
一部には、彼の一族は表向きキリスト教徒であったに過ぎず、実際にはユダヤ教の信仰を捨てていなかったと主張する者や、彼の一族がユダヤ教の秘儀に通暁していたなどとする者もいるが、これらは史料的な裏付けを持たない。少なくともノストラダムス本人は、公刊された文献等では王党派カトリック信徒の姿勢を示しており、著書の一つである『1562年向けの暦』もピウス4世に捧げられたものである。また、秘書を務めたこともあるジャン＝エメ・ド・シャヴィニーも、ノストラダムスは生前熱心なカトリック信徒で、それと異なる信仰を強く非難していたと述べていた。
他方で、ルター派の顧客などと交わしていた私信の中では、プロテスタントに好意的な姿勢を示していたことも明らかになっている。ジェイムズ・ランディのように、カトリック信徒としての姿勢はあくまで表面的なもので、実際にはプロテスタントであったと見なす者もいるが、むしろ相手の立場に応じて言葉を使い分けていた可能性を指摘する者もいる。また、かつて渡辺一夫は、ノストラダムスのキリスト教信仰が、正統や異端に拘泥しない「超異端」の立場であった可能性を示唆していた。

## 生涯

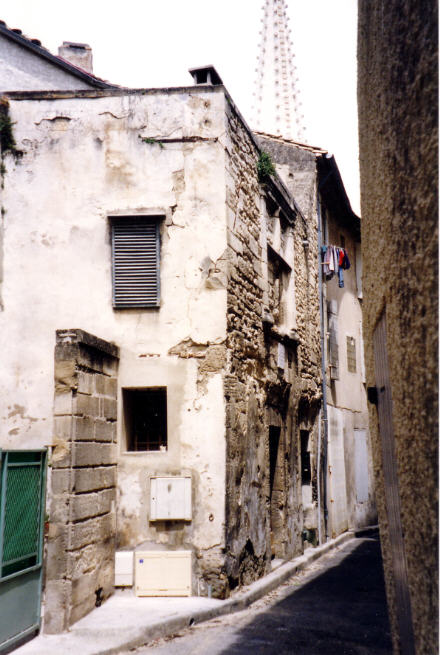
サン＝レミのノストラダムスが生まれたとされる一角

下掲の関連年表も参照。

### 少年時代および遊学期
ノストラダムスは、1503年12月14日木曜日に、当時まだフランス王領に編入されて間もなかったプロヴァンス地方のサン＝レミで生まれた。幼少期には母方の曽祖父ジャン・ド・サン＝レミが教育係を務め、ノストラダムスに医学、数学、天文学ないし西洋占星術（加えて、ギリシャ語、ラテン語、カバラなどを含めることもある）の手ほどきをしたとも言われるが、ジャンは1504年頃に没していた可能性が高いため、彼が直接教育を施したとは考えられない。父方ないし母方の祖父が教育係とされることもあるが、どちらも15世紀中に没しているので問題外である（これらは公文書類で確認できる）。結局のところ、彼が幼い頃に誰からどのような教育を受けていたかは、未だ明らかにはなっていない。
ノストラダムスは、15歳前後（1518年頃）にアヴィニョン大学に入学し、在学中に自由七科を学んだようである。この点は、実証的な伝記研究でもほぼ確実視されているものの、史料的な裏付けはなく、入学時期もはっきりしていない。在学中には、学友たちの前で、コペルニクスの『天球の回転について』の内容を20年以上先取りするかの如くに正確な地動説概念を語るなど、諸学問、特に天体の知識の卓抜さで知られていたとする「伝説」はあるが、これも裏付けとなる史料はなく、むしろノストラダムスの宇宙観は、本来の地動説と対置されるプトレマイオス的なものとも指摘されている。
このアヴィニョン大学在学は、1520年に中断を余儀なくされたと推測されている。当時のペスト流行の影響で、アヴィニョン大学をはじめとする南仏の大学の講義が休講とされたからである。このことは、1521年から1529年まで各地を遍歴し、薬草の採取や関連する知識の収集につとめたと、後に本人が語ったこととも矛盾しない。他方で、ノストラダムスがこの遍歴に先立ってモンペリエ大学医学部で医師の資格を取得したとする説もあるが、現在では虚構の可能性が高いと考えられている。この説は、後にノストラダムスの秘書となったジャン＝エメ・ド・シャヴィニーによるものだが、史料による確認が取れず、ノストラダムス自身が後の私信で、医学と判断占星術の研究歴を1521年頃から起算していることとも整合していないためである。史料的に裏付けられる同大学入学はこの遍歴の後である。

### モンペリエとアジャンでの日々

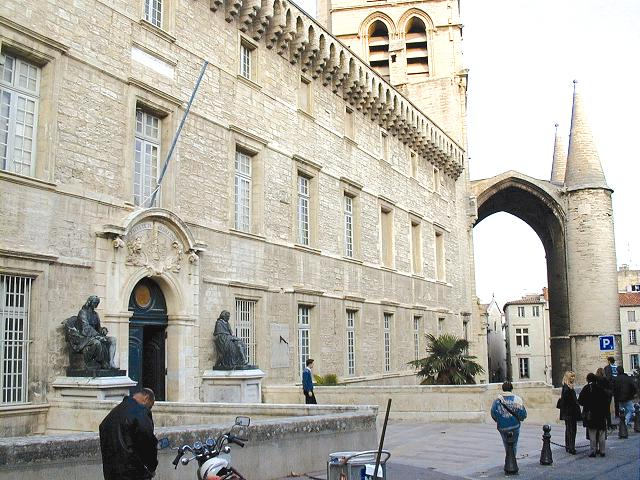
現在のモンペリエ大学医学部

1521年からの約8年にわたる遍歴を経て、ノストラダムスは1529年10月23日にモンペリエ大学医学部に入学した。この時点で、薬剤師の資格は取得していたようであり、その後研究を重ねて医学博士号を取得したとされる。ただし、その記録は確認されておらず、むしろ当時の学生出納簿にはノストラダムスの名を抹消した形跡があり、この傍には在学中に医師たちを悪く言ったかどで告発された旨の記述がある 。この点、はっきりと大学から除籍されたと位置づける者もいる。また、当時の正式な薬剤師登用に求められた条件（数年間に及ぶ徒弟修業期間や同業者組合内での試験）を、ノストラダムスが満たしていた形跡が見られないことから、入学前に薬剤師資格を所持していたこと自体を疑問視する者もいる。
この頃の「伝説」としては、博士号取得後に請われて同大学の教授として教鞭を執ったが、あたかも未来を先取りするかのような先進的な治療法のせいで、同僚の保守的な教授たちとの間で大きな軋轢が生まれ、わずか1年で辞職したというものがある。しかし、それは17世紀以降に言われるようになったに過ぎず、それを裏付ける史料は確認されていないどころか、上記のように博士号取得に至る過程自体もはっきりしていない。
従来博士号を取得したとされてきたこの時期の前後に、エラスムスに比肩しうる学者として知られていた、アジャンのジュール・セザール・スカリジェの招きを受けたこともあり、ノストラダムスはアジャンへと移住した。彼はアジャンで開業医として医業に携わる傍ら、博識のスカリジェから多くを学んだらしい。また1531年には、アジャンのアンリエット・ダンコスという女性と結婚したことが、1990年代に発見された結婚契約書から窺える。この発見によって、従来謎であった最初の妻の名前も明らかとなったが、慎重な見方をする論者もいる。実際のところ、この頃既にアジャンにいたのだとすれば、モンペリエで3年間研究して博士号を取得したとされた通説との間に、齟齬を来すこととなる。
結婚契約書の真偽はなお検討の余地があるとしても、アジャン滞在中に最初の結婚をし、子供をもうけたことは、確実視されている。しかし、1534年頃に妻子ともに亡くなったようである。この死因にはペストが有力視されているが、実際のところは不明である。その後、持参金などを巡って妻の実家から訴訟を起こされたという話もあるが、これも定かではない。
同じ頃には、元来気難しい性格であったスカリジェとの仲も険悪なものになっていった。さらには、1538年春にトゥールーズの異端審問官から召喚を受けたようである。その理由は「聖人を冒涜した」事を問題視されたという程度にしか分かっていない。怠惰な姿勢で聖母マリア像を作っていた職人に、そんなやり方では悪魔の像が出来てしまうと注意したところ、逆に聖母を悪魔呼ばわりした人物とされてしまったという説もあるが、これはトルネ＝シャヴィニーらが19世紀になって言い出した話のようである。このほか、アジャンのプロテスタント医師サラザンが召喚された際に、交流のあったノストラダムスにも累が及んだとする説もある。
こうした諸状況の悪化によってノストラダムスは再度の遍歴を決心したとされるが、上述の通り裏付けとなる史料に乏しく詳細は不明である。ひとまず、妻子と死別したらしいこと、少なくともそれが一因となって旅に出たらしいことは確実視されている。実際、1530年代後半以降、彼の足取りは一時的に途絶える。この頃の伝説としては、オルヴァル修道院に立ち寄って予言を書き残したというものがあり、19世紀に出現した偽書「オリヴァリウスの予言」や「オルヴァルの予言」と結びつけられることもあるが、資料的な裏付けを持たない。

### 医師としての活動

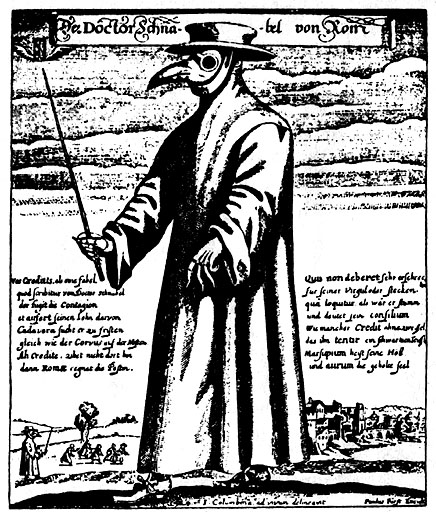
当時の医師たちのペスト治療時の服装。ノストラダムスがこのような格好をしていたかは定かではないが、可能性は指摘されている。

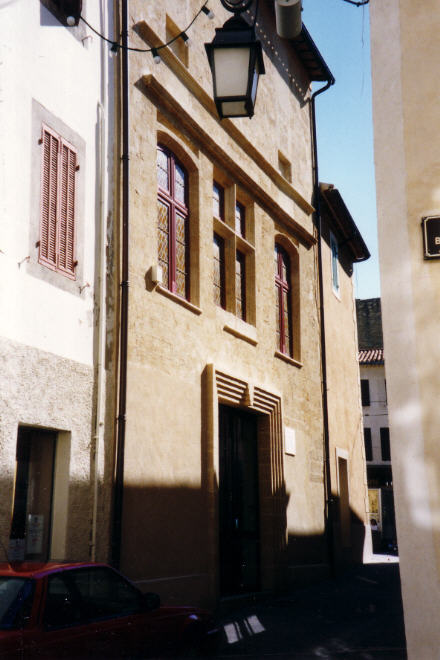
ノストラダムスが晩年を過ごした家

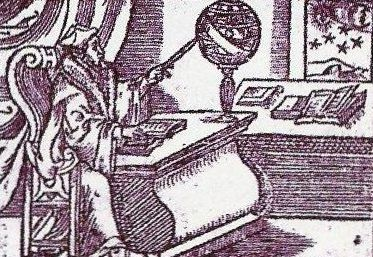
星を見るノストラダムス

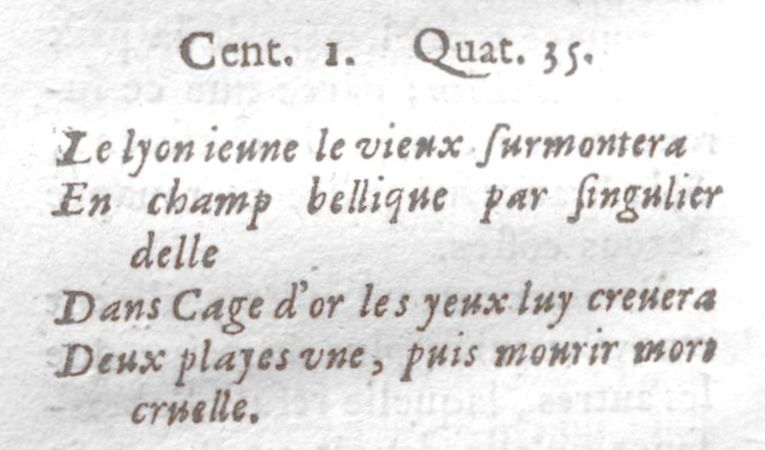
アンリ2世の死と結びつけられる百詩篇第1巻35番（1656年版）。解釈に都合良く原文が改竄されている。

長い放浪を続けたノストラダムスは、1544年にマルセイユの医師ルイ・セールに師事したとされ、翌年には3人の囚人の診察をした記録がある。
そして、1546年に同じ南仏の都市エクスでペストが流行した時には、治療のために同市へと赴いた。これについてノストラダムス自身は、エクスの議会 (senat) と現地住民からペストの根絶を要請されたと語っている。そして、エクスの古文書館には、1546年6月にノストラダムスに契約金を支払ったことが記載された、エクス市の出納係ポール・ボナンの会計簿と、その際のノストラダムスの契約書が残されている。
伝説では、この時ノストラダムスは、鼠がペストを媒介することに気付き、直ちに鼠退治を命じたという。また、伝統的な治療法である瀉血を否定し、かわりにアルコール消毒や熱湯消毒を先取りするかのように、酒や熱湯で市中の住居や通りなどを清め、さらにはキリスト教では忌避されていた火葬すらも指示したとされる。
しかし、後年ノストラダムス自身が『化粧品とジャム論』で述懐しているこの時の様子に、当時の医学知識の範囲を超えるようなものはなく、むしろ瀉血を試みた形跡すらある。患者の隔離をはじめとする初歩的な公衆衛生上の方策を取っていた可能性は指摘されているが、それは当時として一般的に行われていたことで、決してノストラダムスに固有のものではない。
『化粧品とジャム論』には、その時に用いた治療薬の処方箋も載せられているが、イトスギのおがくずや、磨り潰したバラ、丁子などを原料とするその薬の効能は強く疑問視されている。また、それらの原料には中世から用いられていた伝統的なものがいくつも含まれている。結局のところ、彼の医療活動とペスト沈静化との因果関係は不明瞭なままである。現時点で確実に言えるのは、当時は医師達も尻込みする傾向の強かったペストの流行地に、自ら果敢に乗り込んで治療に尽力した人物ということだけであり、その実効性を評価しうるだけの材料には乏しい。なお、ノストラダムスが何度もペスト流行地に赴いていたにもかかわらず、自身がペストで命を落とすことがなかった理由としては、免疫が出来ていた可能性も指摘されている。
その後ノストラダムスは、プロヴァンス州サロン・ド・クロー（現サロン＝ド＝プロヴァンス、以下「サロン」と略記）に落ち着き、1547年11月11日にこの地で未亡人のアンヌ・ポンサルドと再婚した。ノストラダムスは終生この街で過ごすことになるが、1年程度の旅行で家を空けることは何度かあった。最初の旅行は、再婚後間もない頃のイタリア旅行であり、処方箋などからはヴェネツィア、ジェノヴァ、サヴォーナなどを回ったらしいことが窺える。
この旅行中の出来事としては、以下のような「伝説」が有名である。ノストラダムスはこの旅行中、ある修道士たちの一団に出会った時に、そのうちの一人の前で恭しく跪いた上で、その相手が将来ローマ教皇となることを示唆したために、周囲の失笑を買った。しかし、その修道士フェリーチェ・ペレッティは、ノストラダムスの死から20年程のちにシクストゥス5世として即位し、ようやく彼の予言の正しさが証明されたのだという。この出会いにも裏付けはなく、後世の創作とされており、フラウィウス・ヨセフスの『ユダヤ古代誌』の二番煎じという指摘もある。

### 予言者としての成功
1550年代に入ると、ノストラダムスはサロンの名士として、公共の泉の碑銘を起草したり、クラポンヌ運河の開削事業に出資したりするようになる。こうした活動と並行して、翌1年間を予言した暦書（アルマナック）の刊行を始めるなど、予言者としての著述活動も本格化させていく。暦書は大変な評判となり、ノストラダムスは、より先の未来を視野に入れた著作『予言集』の執筆に着手する。1555年5月に初版が出された『ミシェル・ノストラダムス師の予言集』は、4巻の途中までしかない不完全なもの（完全版は全10巻）ではあったが、大きな反響を呼び起こしたとされている。
そのわずか2か月ほど後に当たる1555年7月に、国王アンリ2世とカトリーヌ・ド・メディシスからの招待を受けた。『予言集』の評判が王宮に届いたことが一因とされることが多いが、暦書の評判に基づくものであって、『予言集』はそもそも関係がなかったという指摘もある。
翌月に王宮で行われた謁見は成功裏に終わったようだが、その会見内容は不明である。翌年にノストラダムスが書いたものをもとに、むしろ会見では予言能力を疑われるような不手際があったのではないかという指摘もある。カトリーヌはそれとは別に、ノストラダムスを個人的に呼んで自身の子供たちの未来を占わせたとされ、四人の御子息はみな王になるという答えを得たという。四男エルキュールが早世したことでこれは外れたが、「御子息から四人の王が生まれる」という予言だったとする説もある。この場合、三男アンリはフランス王となる前にポーランド王となっていたため、正確な予言だったことになる。しかし、後にヴェネツィア大使ジョヴァンニ・ミキエリが1561年にまとめた報告書などでは、宮廷ではノストラダムスの「王子たちがみな王になる」という予言の噂が広まっていたとあり、「四人の王が生まれる」という予言は確認が取れていない。この件に限らず、カトリーヌとの対話は色々取り沙汰されるが、後出の唯一の例外を除いては、対話の内容を伝える史料は存在していない。
1557年には『ガレノスの釈義』（後述）を出版した。ノストラダムスは医師としての活動を縮小していたようだが、1559年の処方箋も現存している。
1559年6月30日、アンリ2世の妹マルグリットと娘エリザベートがそれぞれ結婚することを祝う宴に際して行われた馬上槍試合で、アンリ2世は対戦相手のモンゴムリ伯の槍が右目に刺さって致命傷を負い、7月10日に没した。現代では、しばしばこれがノストラダムスの予言通りであったとして大いに話題になったとされるが、現在的中例として有名な詩が取り沙汰されたのは、実際には17世紀に入ってからのことであった。なお、ノストラダムスは、1556年1月13日付けで国王と王妃への献呈文をそれぞれしたため、1557年向けの暦書に収録したが、このうちカトリーヌ宛ての献辞では、1559年を「世界的な平和（la paix universelle)」の年と予言していた。

### 晩年
アンリ2世亡き後に王位に就いたフランソワ2世は病弱で、早くも1560年後半の宮廷では、ノストラダムスの予言を引用しつつ、王が年内に没すると噂されていたという。実際にフランソワ2世はこの年のうちに没し、ノストラダムスの名声はさらに高まったようである。このエピソードは、ヴェネツィア大使ミケーレ・スリャーノやトスカナ大使ニッコロ・トルナブオーニらの外交書簡にも記載があるので、史実だったと考えられる。ただし、この噂話についても、かなり尾ひれがついていたという指摘はある。
なお、この頃のノストラダムス本人は、王侯貴族などの有力者を相手に占星術師として相談に乗っていたことが、現存する往復書簡からは明らかになっている。事実、1564年に依頼されて作成した、神聖ローマ皇帝マクシミリアン2世の子ルドルフのホロスコープも現存している。
こうした予言に対しては、前出のカトリーヌのように心酔していた有力者もいた。彼女の場合、ノストラダムスを世界一の狡猾漢呼ばわりしているスペイン大使ドン・フランセス・デ・アラバの本国宛の書簡にも、その心酔ぶりを揶揄しているくだりを見いだすことができる。しかし他方で、ノストラダムス自身の往復書簡の中では、顧客や出版業者から、予言の曖昧さや冗長さにしばしば苦情も出されていたことが明らかになっている。
ときに、フランソワ2世の後を継いだ弟の国王シャルル9世は、フランス各地をまわる大巡幸の一環として、1564年10月17日に母后カトリーヌともどもサロンの街を訪れた。

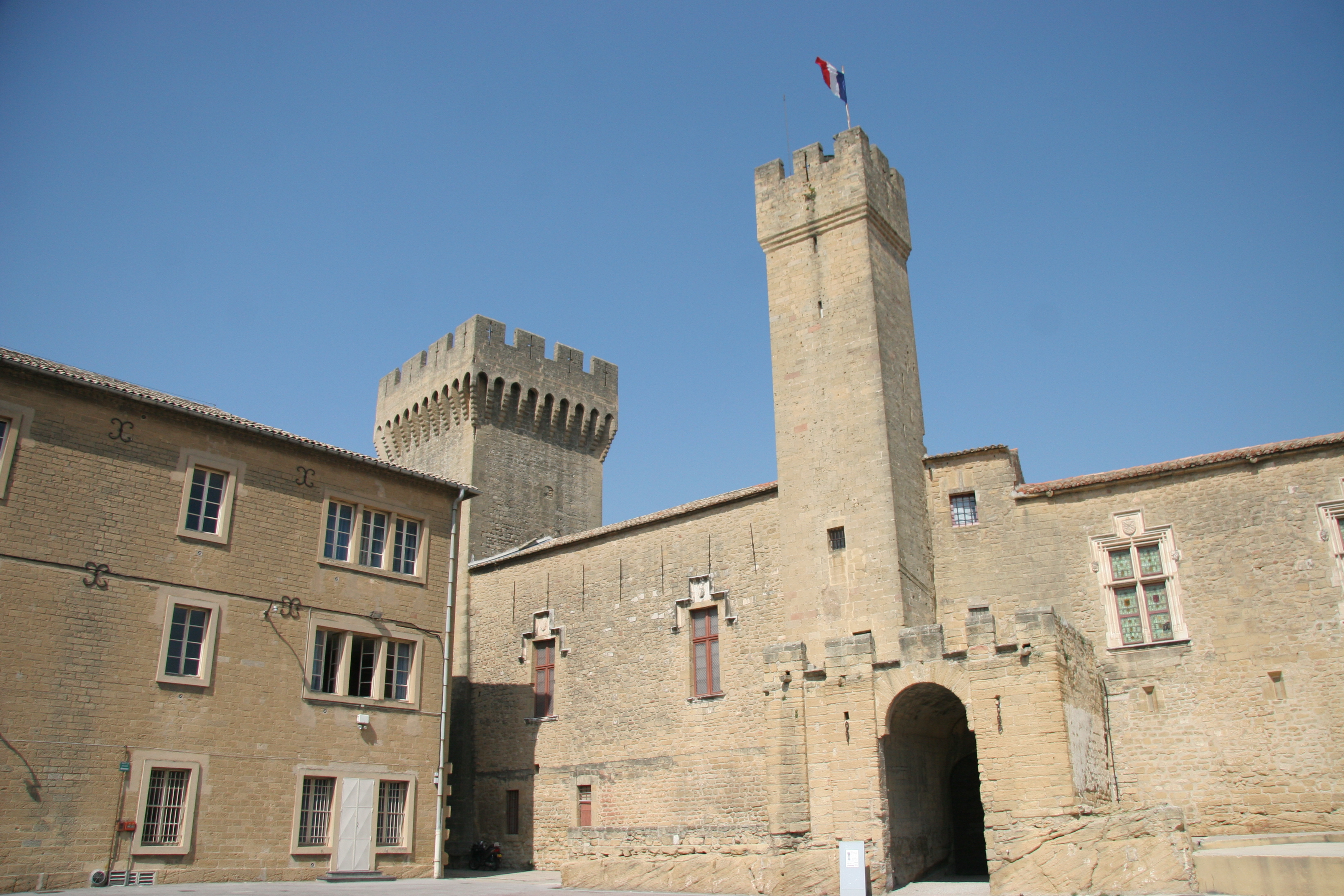
現在のランペリ城

ノストラダムスは国王親子とサロンのランペリ城で会見をした。カトリーヌがモンモランシー公に宛てた書簡で言及しているおかげで、この時の会見内容は例外的に伝わっている。それによればノストラダムスは、モンモランシー公が90歳まで生きること、そしてシャルルも同じだけ長生きすることを予言したという（前者は3年後に公が75歳で没したことで外れ、後者はシャルルが10年後に23歳で没したことで外れた）。他方、ノストラダムスは、国王よりもむしろ随行していた少年に関心を示し、国王親子のいないところで、その少年がいずれフランスの王になると予言し、周囲を当惑させたというエピソードもある。この少年はナヴァル家のアンリで、のちにアンリ4世としてフランス王位に就くことになった。このエピソードが史実かどうかは定かでないが、パリ市民ピエール・ド・レトワルの日記（1589年）にも見出すことができる。
さて、大巡幸中のシャルル9世は、その後アルルに逗留した折にノストラダムスを呼び出し、彼に「常任侍医兼顧問」の称号を下賜したようである。なお、これは名誉上のものであり、ノストラダムスが宮廷に出仕したわけではない。また、彼が国王から何らかの称号を賜ったのは、これが唯一である。後にノストラダムスの伝記を書いた秘書のジャン＝エメ・ド・シャヴィニーが「アンリ2世、フランソワ2世、シャルル9世の顧問兼医師」と誇張して紹介していたこともあり、あたかもノストラダムスが一定時期宮廷に出仕していたかの如くに書かれることもあるが、事実に反する。

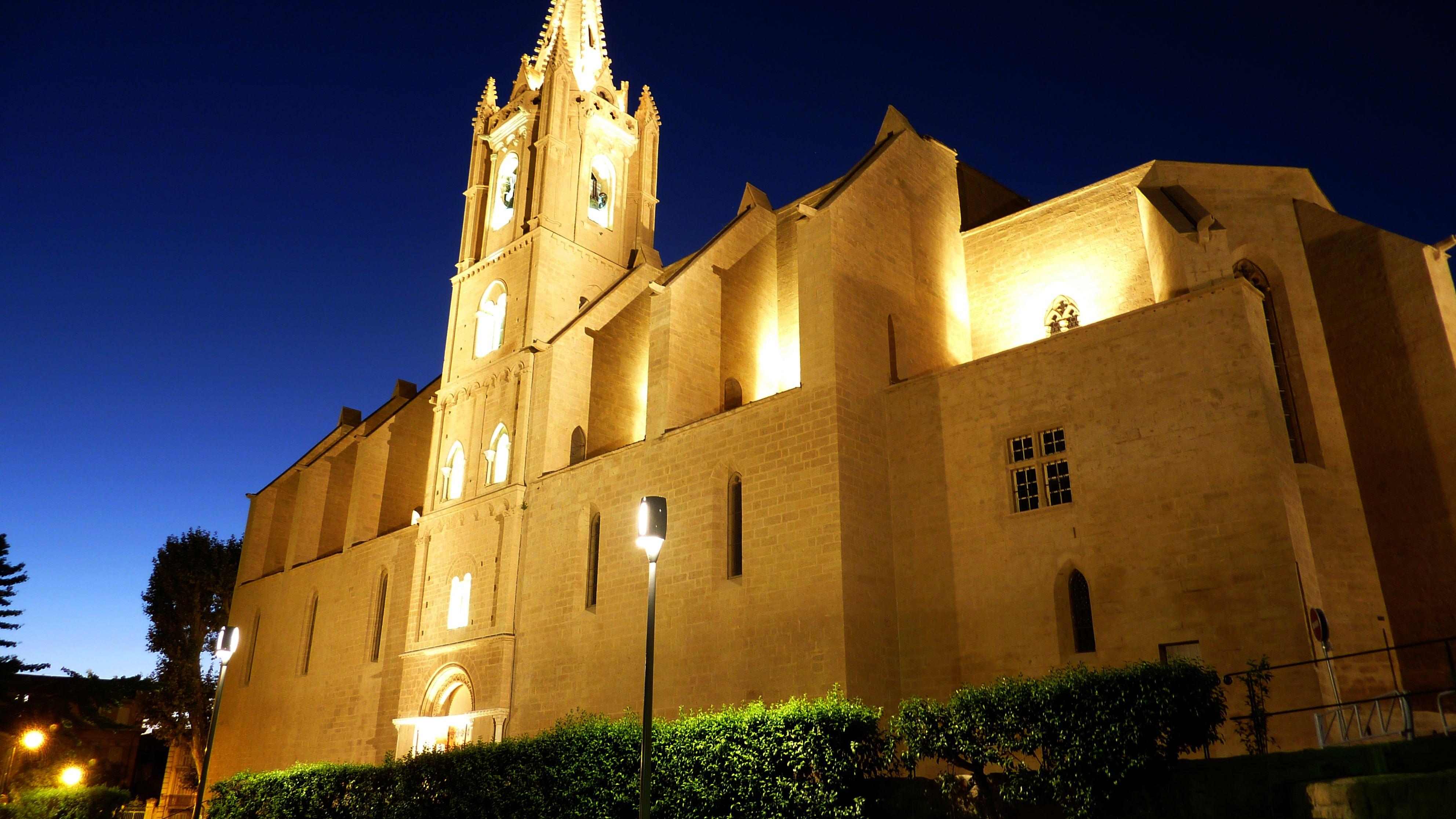
ノストラダムスの墓があるサン＝ローラン参事会管理聖堂

その後のノストラダムスは、痛風もしくはリウマチと思われる症状に苦しめられていたようであり、1565年12月13日付の私信では、リウマチの症状のせいで21日も眠れないと述べている。ただし、後述する『王太后への書簡』が1565年12月22日付なので、少なくともその時点では、手紙を書ける程度に症状が改善していたと推測されている。
そして1566年6月には死期を悟ったのか、公証人を呼んで遺言書を作成した。7月1日夜には秘書シャヴィニーに、「夜明けに生きている私を見ることはないだろう」と語ったとされる。ノストラダムスは予兆詩で、自身がベッドと長椅子との間で死ぬことを予言しており、翌朝予言通りにベッドと長椅子の間で倒れているのを発見されたというエピソードが有名である。しかし、ノストラダムスの死と予兆詩を最初に結びつけたシャヴィニーは、彼がベッドと長椅子の間で倒れていたなどとは述べておらず、死んだノストラダムスを最初に確認したとされる長男セザールもそのようなことは語っていない。そもそも、当該の予兆詩は出版当時の文献が残っておらず、同年のイタリア語訳版との対照をもとに、現在知られている詩篇が大幅に改竄されている可能性まで指摘されている。

### 墓
ノストラダムスは遺言書において、サロン市のフランシスコ会修道院付属聖堂の中でも、大扉と祭壇の間の壁面に葬られることを希望した。1582年に妻アンヌが亡くなった時にも、同じ場所に葬られたという。当時、教会などの建物に埋葬されることは珍しくはなかったが、他人から踏まれる床に葬られることで自身の謙譲さを示すという立場をとらなかったため、壁が選ばれたと指摘されている。当時、ノストラダムスは立った姿勢で葬られたという説もあるが、ノストラダムスの遺言書などにはそのような指示はなく、現在確認できる根拠からそれを裏付けることは出来ない。
その後、フランス革命最中の1793年頃に墓は暴かれた。暴いたのはマルセイユ連盟兵で、当時、ノストラダムスの墓を暴くと不幸が訪れるという、ある種の都市伝説が存在していたことについて、好奇心から詮索しようとしたのだという。伝説ではノストラダムスの遺骸の首には、墓暴きのあった年の書かれたメダルが掛けられていたなどと言われるが、史実としての裏付はない。この種の伝説の原型は、17世紀には既に登場していたという指摘もある。また、それから半世紀と経たないうちに、暴いた者がエクスの暴動に巻き込まれ、死体が街灯に吊るされたという話が出回るようになったが、実態は不明である。
その後、19世紀初頭に当時のサロン市長のダヴィドが中心となって、ノストラダムスの遺骨が集められたが、あまり多くは集められなかったらしい。その後遺骨は市内のサン＝ローラン参事会管理聖堂 (La Collégiale Saint-Laurent) の聖処女礼拝堂に改葬された。なお、ノストラダムスの遺言書でフランシスコ会修道院付属聖堂を埋葬場所に指定した箇所は、当初サン＝ローラン参事会管理教会のノートルダム礼拝堂と書いた後で訂正されたものだった。
現在もその礼拝堂は残っており、ノストラダムスの骨は壁の奥の壺に収められているというが、それが本当にノストラダムスの骨なのかどうか、疑問視する見解もある。

## 著作

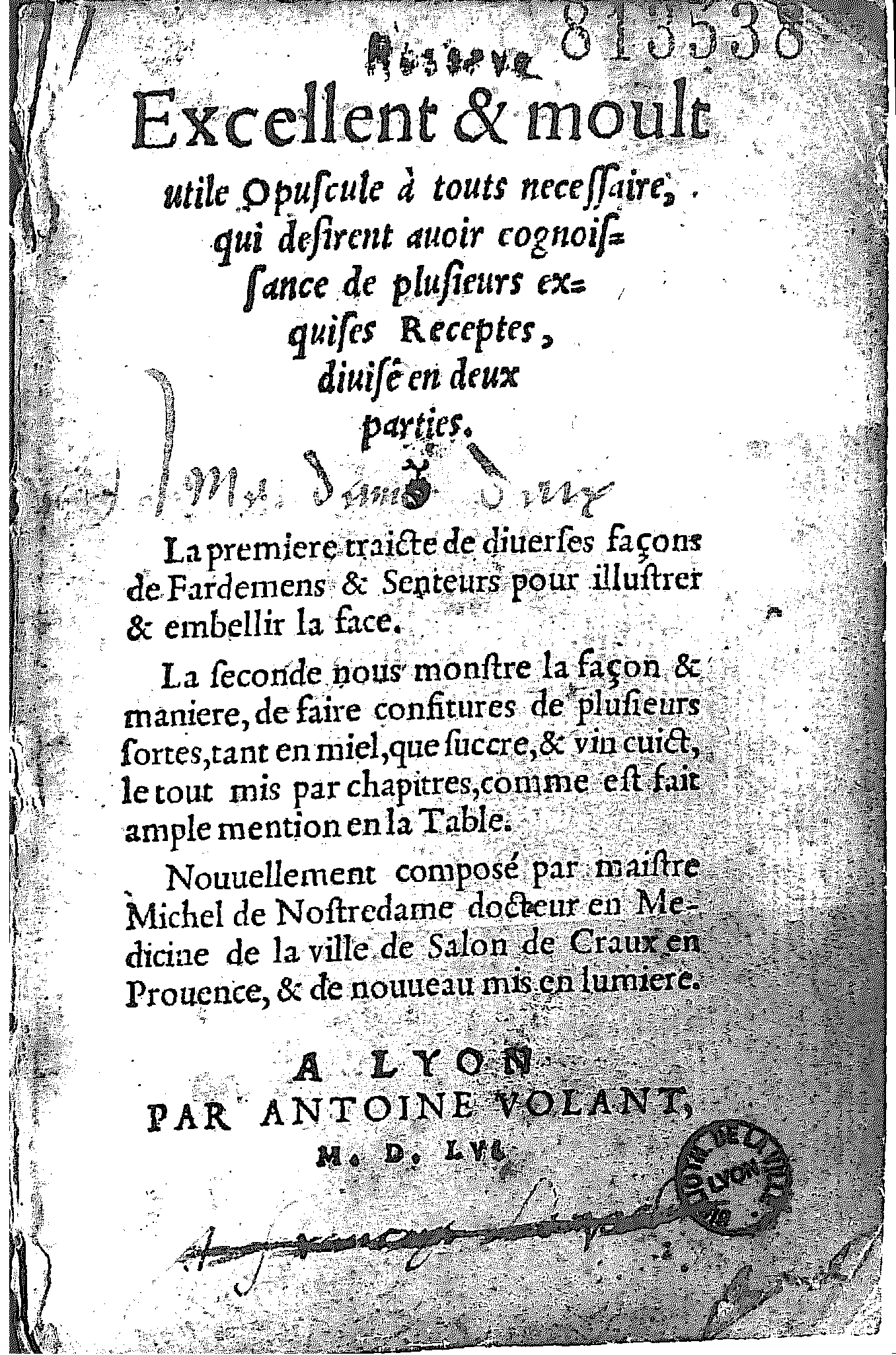
化粧品とジャム論

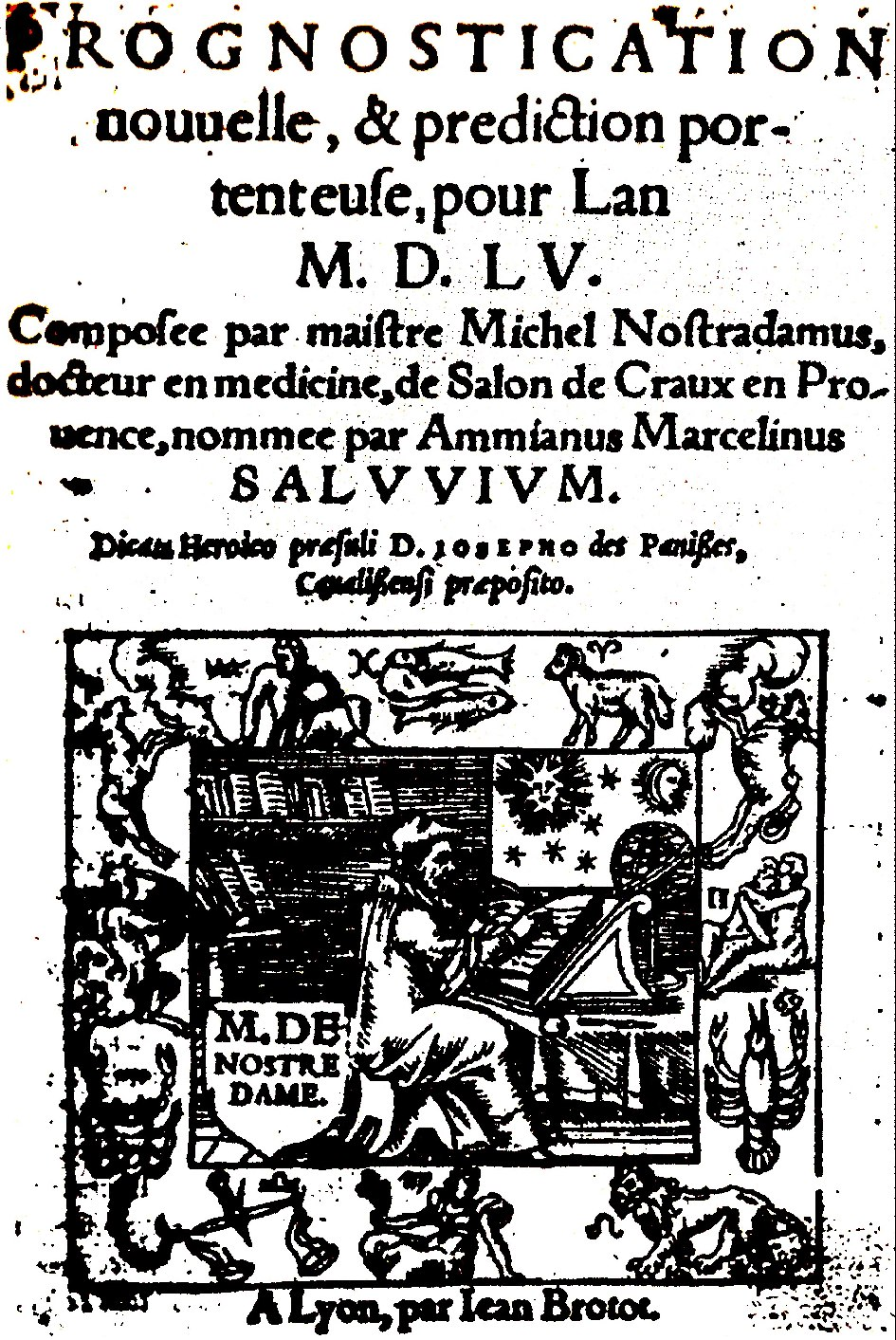
1555年向けの占筮

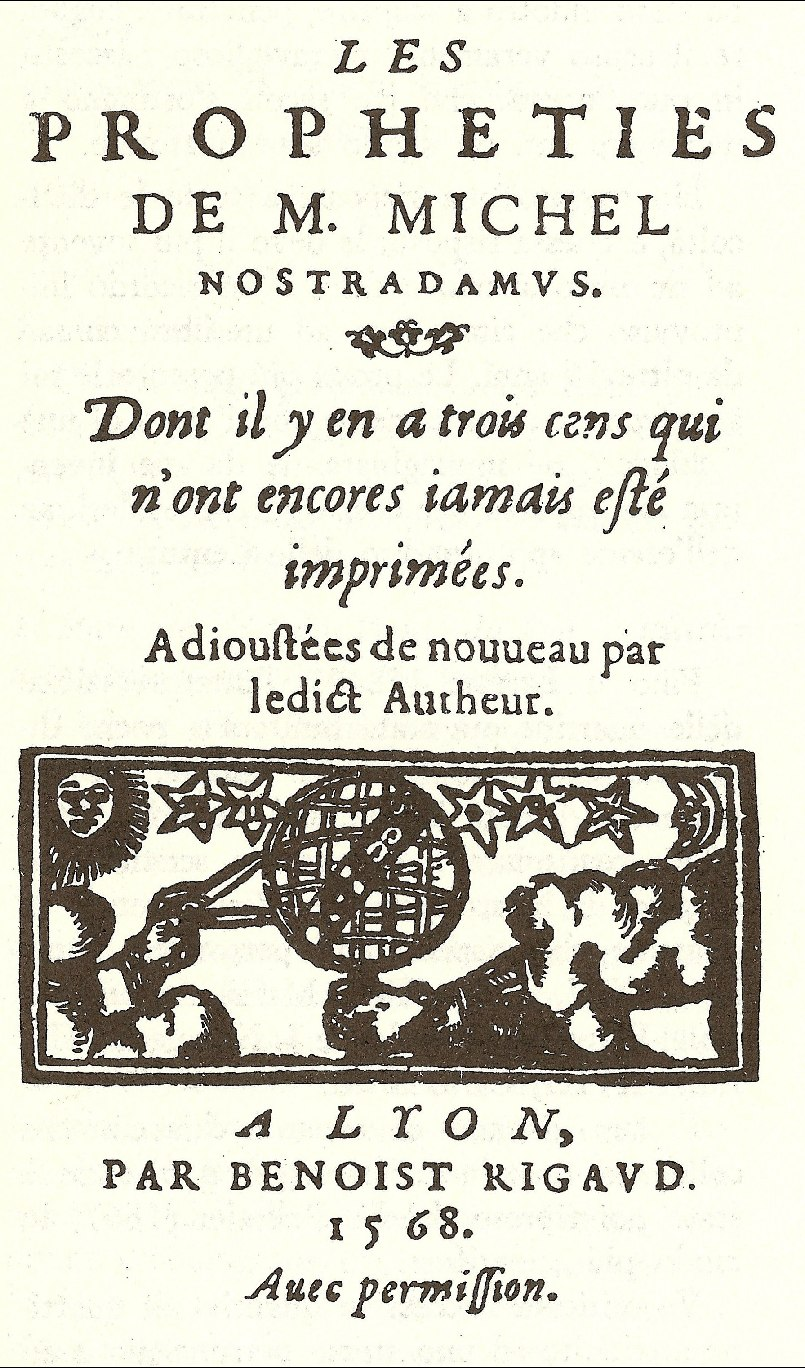
現存最古の『予言集』完全版

ノストラダムスは私信をラテン語で執筆しているので、当然ラテン語に通じていたはずだが、ドイツ語訳された瓦版を除けば著作は全てフランス語であり、ラテン語で執筆したものはない。
『オルス・アポロ』
ホラポロのヒエログリフに関する著書を翻訳した1540年代の手稿。1967年に再発見され、翌年公刊された。当時数多く作成されたホラポロの訳書の一つだが、韻文形式で訳すという他に例のない手法を取り入れているため、ホラポロの研究者からも注目されたことがある。
暦書類
1550年向けの本から1567年向けの本まで、1551年向けを除き1567年まで毎年刊行された著作で翌年の1年間を予測した著書。韜晦的な内容ではあったが、非常によく売れたようであり、英語版やイタリア語版、偽版やその外国語訳版なども出版された。占星術師ノストラダムスの存命中の名声は主としてこの一連の著作によって確立され、アントワーヌ・クイヤール、ローラン・ヴィデルといった同時代者の批判者たちも主著『予言集』よりも、こちらに対して主たる攻撃の矛先を向けた。
また、ノストラダムスには弟子を名乗る偽者や同姓を名乗る偽者たちも現れたが、彼らが主に出版したのも、暦書の便乗・模倣本であった。
『3月10日の7時から8時の間にフランス・サロンの町で多くの人に目撃された恐るべき驚異の光景』（1554年）
1554年3月10日に目撃された天体現象（彗星もしくは流星）について、プロヴァンス総督のタンド伯クロード・ド・サヴォワに報告した書簡である（1554年3月19日付）。ドイツの出版業者ヨアヒム・ヘラーによってドイツ語訳された片面1枚刷りの瓦版で、1921年にグスタフ・ヘルマンという人物が近代以降では初めて言及した。オリジナルのフランス語またはラテン語の書簡は未発見だが、特に偽作を疑われてはいない。1555年頃に出版されたが現存していない『1555年向けの暦』などにオリジナルが収録されていて、それがドイツ語訳されたのではないかという仮説もある。
その内容は、銀色の火花を散らして空を突っ切っていったという松明のような炎（これは彗星の類と考えられている）について、エクス＝アン＝プロヴァンスやサン＝シャマで取材を行なった結果も踏まえて分析し、プロヴァンス地方に襲い掛かる災厄の凶兆を見出すものとなっている。
『化粧品とジャム論』（初版1555年）
医師・料理研究家としての著作。2部構成になっており、前半で様々な薬品類の処方を説明し、後半で菓子類のレシピを紹介している。後半はフランス人による最初のジャムの製法指南書とされる。第一部の媚薬の製法は早々と削除されたものの、1572年までに少なくとも7版を数え、他にドイツ語訳版も3版刊行される人気作となった。
第8章はノストラダムスがエクスでペストの治療に当たったときの記録であり、治療に使ったという丸薬の処方なども掲載されているが、前述の通りその効用は疑問視されている。
『ミシェル・ノストラダムス師の予言集』（初版1555年）
3797年までの予言を収めたと称する、ノストラダムスの主著。現在「ノストラダムスの予言」として引用される詩句・散文は、基本的にこの著作のものであり、有名な「恐怖の大王」もこの作品に登場する。本来は「百詩篇集」と呼ばれる四行詩と散文体の序文からなる著書であり、死後2年目までに全10巻が揃った。生前の版が確認されていない第8巻以降には、偽作説も唱えられている。
17世紀に「予兆詩集」「六行詩集」が追加されたが、前者は本来暦書類に収録されていた別系統の詩群であり、後者は偽作の疑いが強く、信奉者にすら扱いに慎重な者たちがいる。
『ガレノスの釈義』（初版1557年）
正確には『メノドトゥスによる人文科学研究ならびに医学研究への勧告に関するC. ガレノスの釈義』(Paraphrase de C. Galen, sur L'exhortation de Menodote, aux études des bonnes Arts, mêmement Médicine)。ガレノスの著書をギリシア語原典を参照しつつラテン語版から忠実にフランス語訳したと主張している文献だが、実際にはかなり自由な訳になっている。この文献はデジデリウス・エラスムスが1526年に忠実なラテン語訳を刊行しているが、それと比べると優雅さや正確性の点で劣るとされている。
これも医師としての著作と言えるが、内容的には、医学的というより哲学的であるとも指摘されている。
リヨンの出版業者アントワーヌ・デュ・ローヌによって1557年に出版され、1558年に再版された。
『プロヴァンス州サロン・ド・クローのミシェル・ノストラダムス師による王太后への書簡』（1566年）
王太后（国王の母后）、すなわちカトリーヌ・ド・メディシスに捧げられた1565年12月22日付の書簡である。八つ折版で8ページからなるが、うち1ページは扉、2ページ分は白紙、ノンブルのない最終ページは紋章の図版があるだけなので、本文は実質的に4ページ分しかない。しかもそれが大きな活字で綴られているため、内容的にはかなり薄く、単著として刊行されたとはいえ、分量的には暦書類に掲載されていた有力者への献辞と大差がない。
内容は前半で、近く開かれる会議についての見通しが語られ、紆余曲折はあっても最終的には誰もが納得する形で、フランスの平和につながると請け合っている。後半では、国王（シャルル9世）が17歳になる年に幸運な出来事が起こりそうなので、その正確な予言のために星位図を送って欲しいという依頼である。ピエール・ブランダムールはこれについて、1566年6月27日の国王誕生日を見据えたものだとした。
この手紙に対してカトリーヌがどのように反応したのかは分かっていない。カトリーヌの書簡は19世紀にまとめて出版されているが、その中にもこれへの返書が含まれていないからである。
文面からは王家の幸福を願うノストラダムスの真摯な姿勢が読み取れるとする評価もある。
『プロヴァンスにおける宗教戦争初期の歴史』（執筆時期未詳）
シャヴィニーが言及しているほか、ノストラダムス自身が私信の中でその要約版の手稿について言及している。ただし、現存していないため、具体的な内容は不明である。
『息子セザールに宛てた未来のキリストの代理者に関するミシェル・ノストラダムスの予言』
「ノストラダムスの予言絵画」「ノストラダムスの失われた書」などと呼ばれる画集で、20世紀の終わりごろに発見されて話題になった。しかし、その内容の多くは中世から近世にかけて流布した教皇預言書の焼き直しにすぎず、実証的に見た場合、本物の可能性は全くない。

### 著作閲覧
- Nostradamus, Michel (1555) (French), Excellent & Moult Utile Opuscule à tous necessaire..., Antoine Volant.（『若干の魅力的な処方についての知識を得たいと思う全ての人々にとって優良かつ大変有益な二部構成の小論集』通称：化粧品とジャム論）

- Nostradamus, Michel (1555) (French), Les Propheties de M. Michel Nostradamus, Macé Bohnomme. 1555, 1557, 1568 他（ミシェル・ノストラダムス師の予言集）,

### 筆名について
ミシェル・ド・ノートルダムが本格的な著述活動に入るのは1550年頃からであり、ミシェル・ノストラダムスというラテン語風の表記をまじえた筆名を用いるのはこの頃以降のことであったとみなされている。公刊されたものとして現在確認できる最古のものは、1555年向けの暦書の表紙に書かれているものである（公刊されたものに限らなければ、現存最古は手稿『オルス・アポロ』に書かれた署名である）。

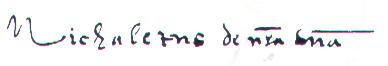
入学宣誓書に見るノストラダムスの署名

日本語文献の中には学生時代から用いていたとするものもあるが、史料的に裏付けることができない。学生時代の自署としては、モンペリエ大学入学時の入学宣誓書が現存するが、そこでは、ミカレトゥス・デ・ノストラ・ドミナ (Michaletus de Nostra Domina) という正式なラテン語表記が採られている（ただし、このミカレトゥスは、ミシェルを愛称化した上でラテン語表記したものである）。
また、日本では、ミ（ッ）シェル・ド・ノストラダムスという表記もしばしば見られるが、「ノストラダムス」の前に「ド」を付けるこのような表記は、ノストラダムス本人の著作には見られない。本来これは、同時代の偽者の一人であるノストラダムス2世が用いたものであった。ゆえに、不正確な表記ではあるのだが、同時代人にとっても紛らわしいものであったらしく、ノストラダムスの実弟ジャンの著書（1575年）や秘書シャヴィニーの著書（1596年）でも、「ミシェル・ド・ノストラダムス」と書かれてしまっている（この種の誤用の現在確認できる最古のものは、1556年10月14日付で暦書に与えられた特認の文面である）。

## 学術的な検証
ノストラダムスを大予言者と位置づける立場からの「ノストラダムス現象」の広まりに比べて、歴史学、文学、書誌学といった領域からの研究は長い間非常に限定的なものでしかなかった。しかし、20世紀半ば以降、主として英語文献と仏語文献では、専門的な研究も着実に蓄積されてきている。

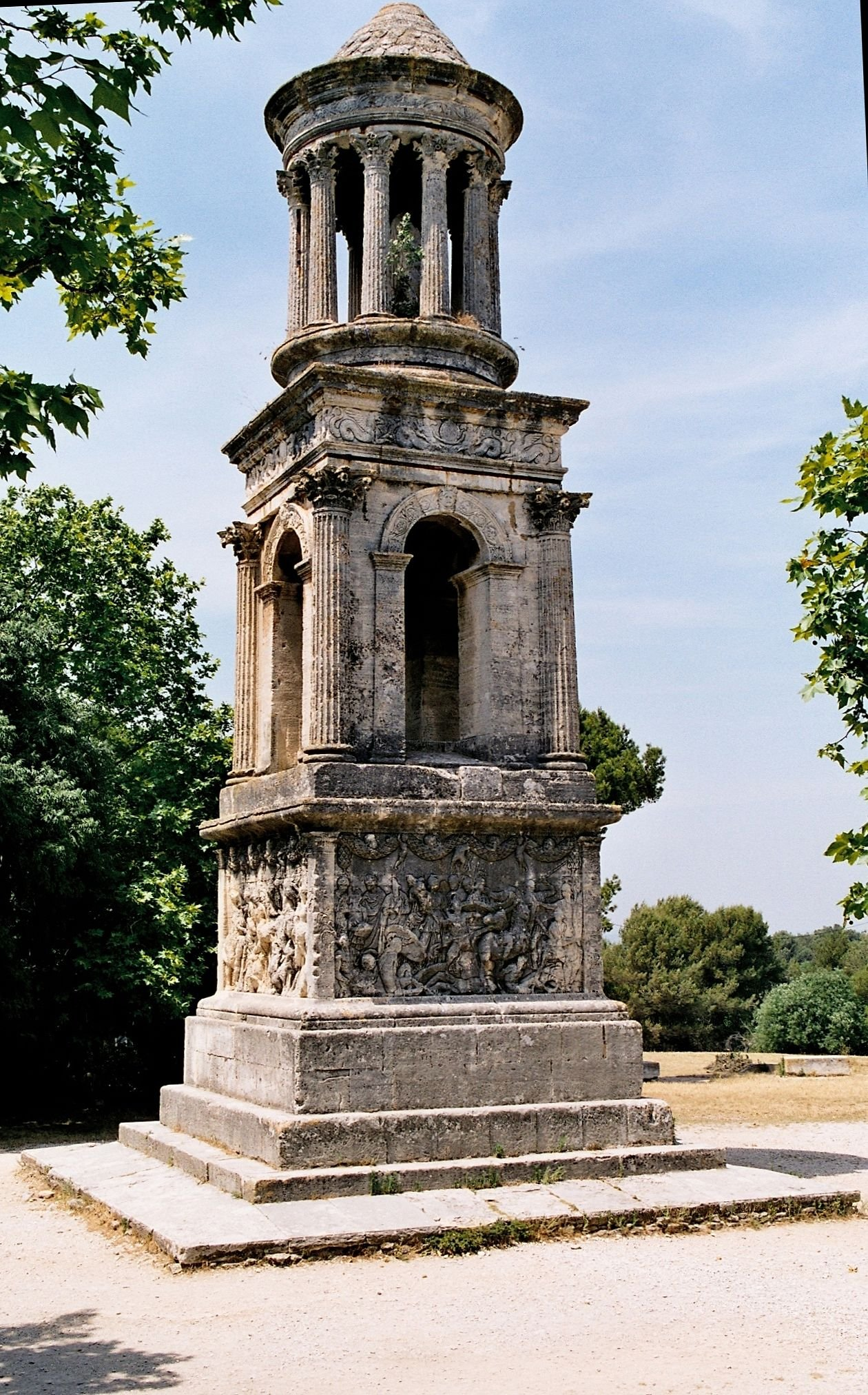
グラヌムの死者記念塔。ノストラダムスの詩にも何度か登場する。

ノストラダムス本人や先祖の伝記については、20世紀半ばにエドガール・ルロワやウジェーヌ・レーが古記録を丹念に調査し、実証度を飛躍的に高めた。この結果、伝説的な要素はかなりの程度排除できるようになった。レーはノストラダムスの往復書簡についても抄録の形ながら紹介を行い、この面でも実証的な伝記の形成に貢献した。また、ルロワも古文書での実証だけでなく、地元サン＝レミの精神科医という利点を活かし、ノストラダムスの詩篇には、幼年期の記憶、すなわちサン＝レミの景色や近隣のグラヌムの遺跡と一致するモチーフが存在することを初めて指摘した。
書誌研究の分野では、ミシェル・ショマラとロベール・ブナズラが、1989年と1990年に相次いで記念碑的な書誌研究を発表している。前者の研究対象は18世紀までの文献ではあるが、フランス語文献に留まらず英語、イタリア語、ドイツ語、オランダ語などの文献も幅広く網羅した労作である。後者の研究は基本的にフランス語文献に限定されたものであるが、対象時期は1989年までと幅広く、また重要な文献については詳細な分析を付加している。いずれも書誌研究として高く評価されている。
『予言集』の原文校訂および分析に関しては、多少粗い形とはいえ包括的な分析を行ったエドガー・レオニの先駆的研究（1961年）のほか、『予言集』初版収録分を主たる対象とするものであるが、ピエール・ブランダムール（1993年、1996年）、アンナ・カールステット（2005年）などの研究がある。ブランダムールは、予言詩のモチーフに、ルーサや『ミラビリス・リベル』といった同時代の予言的言説や様々な西洋古典からの借用が含まれていることを指摘したほか、同時代の事件や風聞に題材を採ったと思われる詩があることを示すなど、16世紀フランス史の文脈から手堅い研究を展開した（後述）。他方、カールステットは、モチーフの分析もさることながら、モーリス・セーヴら同時代の詩人との文体の比較を丁寧に行うことで、内容分析に比べて十分な蓄積がなされてこなかった文体論研究の分野にも貢献していた。

## 予言の典拠
ここでは、彼が『予言集』、暦書類、顧客への私信などで予言を行う際に、何に基づいていたのかを、現在までの研究で明らかになっている範囲で扱う。なお、暦書類や私信よりも『予言集』の方が研究の蓄積が大きいため、例示は『予言集』のものが多くなる。この点については有名な予言詩の例も参照のこと。

### 占星術について
ノストラダムスは、『予言集』や暦書類での予言の基礎を、判断占星術（Astrologie judiciaire, 星位をもとにして未来を占うこと）に置いていると主張していた。しかし、彼の占星術は、ローラン・ヴィデルのような同時代の占星術師からは、星位図の作成に誤りがいくつもあることなどを、強く批判された。
また、彼の占星術のオリジナリティには疑問が呈されている。少なくとも、リシャール・ルーサの『諸時代の状態と変転の書』（1550年）が主要な参照元であったことは確実である。これは、同書からほとんどそのまま引用している箇所が少なくないことからも明らかである。さらに、彼が顧客向けに手ずから作成した出生星位図にしても、既に公刊されていた他の占星術師の星位図などを下敷きにしたものであり、自身で全ての星位の計算を行っていたわけではないらしい。同様の例は『予言集』第二序文でも指摘されており、キュプリアヌス・レオウィティウスの星位計算をそのまま転用している箇所が指摘されている。
なお、文献の性質上、暦書については星位やその影響に関する叙述が多いものの、『予言集』では、占星術的な言及はそれほど多くない。正編とされる「百詩篇集」942篇の四行詩の中では、およそ41回言及されているに過ぎない。

### 歴史関連の参考文献
実証的な研究の蓄積は、『予言集』や暦書類といった彼の予言作品が、古代の終末論的預言（主たる基盤は聖書）を敷衍したものであると示唆している。彼は、これに、前兆に関する記録や過去の歴史的事件などを加味した上で、星位の比較も一助として、未来を投影したのである。
例えば、彼の予言には「空での戦闘」や「太陽が2つ現れる」といった記述がある。信奉者は、それらを現代ないし近未来の戦争や核爆発の描写と解釈するが、こうした現象は、当時の「驚異」(prodige) としてはありふれた言説であった（当時の人々がそれらをありうる、または実際に見聞したと認識していたことと、実際にそれらが起こったかは当然別問題である）。当時の人々はそうした「驚異」を何らかの変事の前兆と捉えていたのであり、ノストラダムスの予言には、当時の風聞やユリウス・オブセクエンスの『驚異の書』に基づく形で、そうした「驚異」が多く反映されている。
また、彼の予言に反映されている歴史的題材の分かりやすい例としては、スッラ、マリウス、ネロ、ハンニバルといった古代の人名が織り込まれている詩や散文の存在を挙げることができる。こうした歴史関係の叙述にあたっては、ティトゥス・リウィウス、スエトニウス、プルタルコスら古代の歴史家たち、およびヴィルアルドゥアンやフロワサールら中世の年代記作家たちの作品が参照されている。このことは、それらからの引用句を容易に同定できることから明らかである。

### 予言関連の参考文献

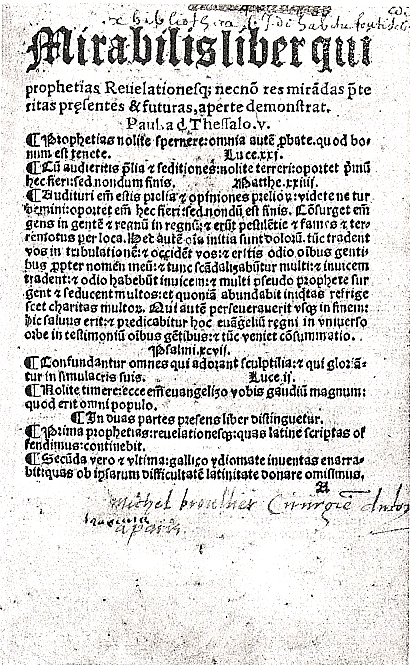
『ミラビリス・リベル』の再版の1つ（パリ、1520年代）

ノストラダムスの予言は、独自に組み上げられたものだけではなく、先行する予言関連の著書からの借用も含まれていることが指摘されている。そうした彼の予言的な参考文献の中で最も重要なものは、疑いなく『ミラビリス・リベル』（1522年に出された編者不明の予言集）である。同書にはジロラモ・サヴォナローラの『天啓大要』の抜粋が含まれており、『予言集』第一序文には、そこからの引用が少なくない。
『ミラビリス・リベル』は1520年代に6版を重ねたが、その影響は持続しなかった。一因としては、ラテン語で書かれた第一部の分量が多く、かつ読み辛い古書体で印刷されていたことや、難解な省略が多かったことなどが挙げられる。ノストラダムスは、この書を最初にフランス語で敷衍した一人と言うことができ、一説には『ミラビリス・リベル』を出典とするノストラダムスの四行詩は137篇に上るとも言われている。

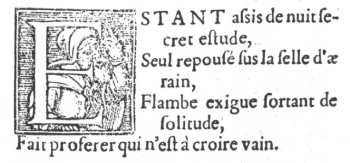
『百詩篇集』第1巻1番（マセ・ボノム、1555年）

さらに異なる引用元として、クリニトゥスの『栄えある学識について』を挙げることができる。ここには、ミカエル・プセルロスの『悪魔論』や、4世紀の新プラトン主義者イアンブリコスがカルデアやアッシリアの魔術について纏めた『エジプト秘儀論』からの抜粋を含んでいる。『栄えある学識について』をそのままフランス語に訳して転用した箇所や、ノストラダムスなりに敷衍した箇所は、第一序文の中でいくつも指摘することができる。また、「百詩篇集」の最初の2篇が、『エジプト秘儀論』の翻案と言うことはつとに知られていた。かつてはマルシリオ・フィチーノ訳の『エジプト秘儀論』などから直接借用したとされていたが、現在では否定されている。

### 他の参考文献

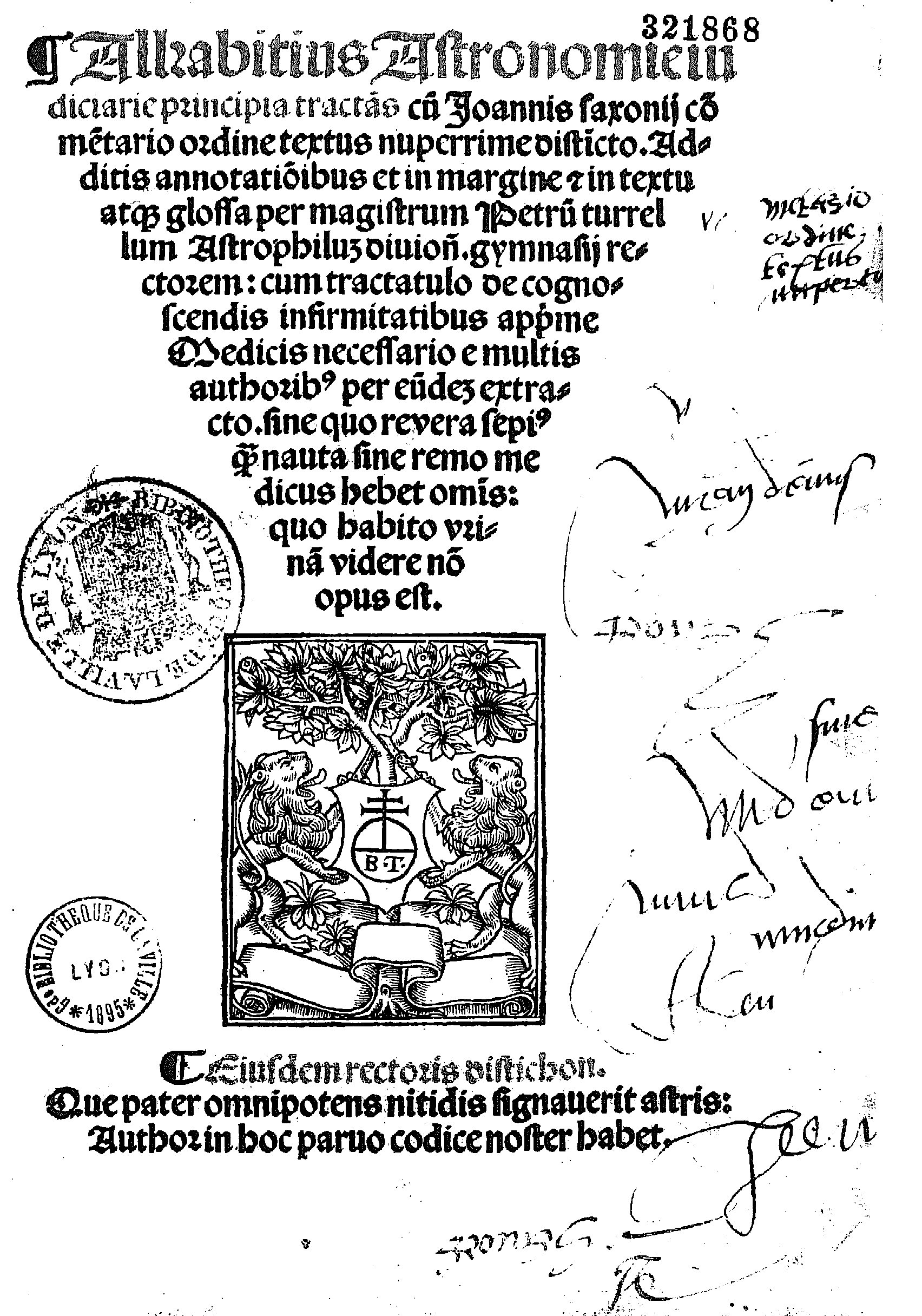
アルカビティウスの占星術書

ノストラダムスは、第一序文で、自身の神秘学系の蔵書を焼却したと語っている。これが事実だとしても、火にくべられた書物が何であったかは特定されていない。とはいえ、彼の蔵書の追跡調査も、1980年代以降行われており、その結果、彼の蔵書には、スコットランドの神学者ヨハネス・ドゥンス・スコトゥス、イスラム世界の占星術師アルカビティウス、パドヴァ大学の医学者コンファロニエリらの著書や、トマス・モアの『ユートピア』が含まれていたことが明らかになっている。
こうした出典の研究が進んだことで、かつて言われていたように、ノストラダムスが予言の際に何らかの魔術的な儀式を行ったり、トランス状態に陥ったりしたかどうかは疑問視されている。「百詩篇集」の最初の2篇には儀式的なことが書かれているが、既に見たように、これは他の文献からの翻案であり、本人の行動と一致するとは限らない。また、顧客向けの私信に儀式を行ったように書いているものもあるが、顧客に対して説得力を増すために誇張した可能性もある。

他方で、それをもって彼の詩が「予言詩」（「預言詩」）でない、と言い切ることには慎重さが求められる。当時の詩人にとって「詩を作ること」と「預言をすること」とが近しいものと捉えられていた点には、留意が必要だからである。そして、カールステットはまさにこの点において、ノストラダムスがプレイヤード派に影響を及ぼした可能性をも示唆している。

## ノストラダムスの肖像
ノストラダムスの肖像は、冒頭にも掲げた息子セザールによる肖像画をはじめ、絵画、版画、『予言集』の挿し絵などで数多く描かれており、彫像なども複数存在している。しかし、同時代の肖像画として知られているのは、後述するピエール・ヴェリオのものが唯一である。
文章による風貌の証言としては、秘書だったシャヴィニーのものがある。
彼の身長は平均よりも少し低かったが、身体は頑強にして壮健で、逞しかった。大きく開けた額、真っ直ぐで一様な鼻、灰色の瞳をそなえており、眼差しは穏やかだったが、怒ったときには燃えているようだった。厳格だが陽気な風貌だったので、厳格さの中に深い人間味が込められているようだった。老齢になってまでも頬の血色は良く、あごひげは濃くて長かった。晩年を除くならば、健康状態は良好で快活だったし、諸感覚はすべて鋭敏で欠陥がなかった。
精神に関しては、活発で良質なものを持っており、彼が望むことは全て軽々と理解できた。判断は緻密で、記憶力には驚くほど恵まれていた。無口な性格のため、熟慮しつつもほとんど口を開かなかったが、時と場合に応じて良く喋った。残りの点としては、彼は用心深く、迅速・性急で、怒りやすかったが、仕事には忍耐強かった。彼は4、5時間しか眠らなかった。言論の自由を愛して称賛し、陽気な性格で冗談が好きだったので、笑いながら辛辣なことも言った。
以下にノストラダムスをかたどった主な絵画、彫刻などとその概説を掲げる。
| 肖像 | 解説 |
| ---- | --- |
|      | ピエール・ヴェリオが1562年に描いたノストラダムス58歳の肖像画で、直径12 cm の版画である。ノストラダムス本人が生きているうちに描かれた肖像画は、ほかに確認されていない。ヴェリオはリヨンに住んでいたことがあるため、ノストラダムスと面識があったのではないかと推測する者もいる。 |
|      | フランスの版画家レオナール・ゴーチエ (Léonard Gaultier, ca1561 - ca1630) が描いた肖像画で、ガブリエル・ミシェル・ド・ラ・ロシュマイエ『1500年から現在までにフランスで活躍した多くの著名人たちの肖像画集』 (Gabriel Michel de la Rochemaillet, Pourtraictz de plusieurs hommes illustres qui ont flery en France depuis l'an 1500 jusques à present, Paris, J. le Clerc, ca1600) に収録された。この文献は144人の官吏、学者、芸術家などの肖像を並べたもので、画像に「129」とあるように、ノストラダムスはその129番目に収録されている。オリジナルのサイズは 3.5 x 3 cm である。          |
|      | 息子セザールが1614年頃に描いた肖像画である。銅板に油彩で描かれており、そのサイズは18 x 16 cmである。メジャヌ図書館所蔵（エクス＝アン＝プロヴァンス）。 |
|      | 上記のセザールの肖像画を複製したものである。ルイ＝フィリップがヴェルサイユ宮殿に飾る絵としてフランソワ・グラネに依頼したもので、1846年頃に彼かその工房によって作成されたものらしい。サイズは18 x 13 cm で、画布に描かれた油彩画である。現在はヴェルサイユ・トリアノン国立美術館に所蔵されている。 |
|      | 息子セザールが描いた望遠鏡を携えるノストラダムス（部分）。オリジナルはサロン＝ド＝プロヴァンス市庁舎の「結婚の間」に飾られている。望遠鏡の発明はノストラダムスの死後のことだが、セザールは学者としてのノストラダムスの姿を強調しようとしたと考えられている。 |
|      | 1668年アムステルダム版『予言集』の口絵。書斎に腰掛けるノストラダムスで肖像画の下には、 私は真理を語り、虚言を語らない。それは天からの賜りものゆえ、 語り手は神であって、私ことノストラダムスではないのだ。 Vera loquor, nac falsa loquor, sed munere coeli Qui loquitur DEUS est, non ego NOSTRADAMUS と書かれている。この二行詩はもともと匿名の解釈書『ミシェル・ノストラダムス師の真の四行詩集の解明』（1656年）に掲載されていたもので、その著者は二行詩が自作のものであると示していた。この版画は、1668年パリ版をはじめ、17世紀から18世紀初頭の複数の『予言集』の版で模倣された。 |
|      | 1691年頃にリヨンの出版業者アントワーヌ・ベソンによって出版された『予言集』の口絵。肖像画の下には四行詩が添えられている。 ここで神は我が口をお使いになる、 汝に真実を告げるために。 もしも我が予言が汝の心を動かすなら、 神へと感謝なさるがよい。 この四行詩は、上記の1668年版に掲載されていたラテン語のフレーズに触発されたものという説もある。四行詩の上には小さくドーデ (Daudet) と署名があり、この版画の作者と考えられている。この肖像画は同時代のバルタザール・ギノーの解釈書などに転用された。                                                                                  |
|      | パリでオデューヴル (Odieuvre) が1742年頃に作成した銅版画である。サイズは18 x 11.1 cm で、ジャン・ブーランジェ（1608年 - 1680年) による肖像画を模倣している。 |
|      | ノストラダムスの若い頃を描いた版画。ただし、1754年にオール・ビレット (Aure Billette) が描き、パリのドヴォー (Deveau) という出版業者が刊行したものであって、後の時代の想像図にすぎない。この肖像画は、パリの他の業者が即座に模倣したため、肖像画の周りがメダイユで囲まれたバージョンも存在している。 |
|      | レ・ザルピーユ・ピエール＝ド＝ブラン博物館（サン＝レミ・ド・プロヴァンス）等に所蔵されている版画である。 |
|      | ウジェーヌ・バレストの著書『ノストラダムス』（1840年）に収録された肖像画。エメ・ド・ルミュ筆。 |
|      | サン＝レミに残る「ノストラダムスの泉」の彫像（拡大）。1859年に彫刻家アンブロワーズ・リオタール (Ambroise Liotard, 1810-1876) が製作した。この時期にはサロンでもノストラダムスの彫像が築かれたが、その背景には、アンリ・トルネ＝シャヴィニーの一連の解釈書が話題となる中で、町の注目度を上げようとしたことがあったという。 |
|      | サロン＝ド＝プロヴァンスの百詩篇広場近くの建物に描かれたノストラダムス。ミアミ・グループ (le groupe Miami) によって、1998年に作成された。元になった絵は18世紀のC.G.E.ディートリヒ (C.G.E.Dietrich) が描いたと推測されている肖像画である。 |
|      | フランソワ・ブーシェによる、ノストラダムスをイメージした抽象的な彫像。1964年に製作されたが、サロン＝ド＝プロヴァンスに現在飾られているものは1999年に復元されたものである。 |

## 関連年表
以下では、裏付けの取れるものを中心にとりあげた。『予言集』関連の詳細はミシェル・ノストラダムス師の予言集などを参照のこと。ノストラダムス・ブームなどの詳細はノストラダムス現象を参照のこと。

### ノストラダムスの存命中の関連年表
- 1503年12月14日（木曜日） - 誕生。
- 1518年頃 ? - アヴィニョン大学で自由七科を学んだとされる。
- 1520年 - 学業を中断したと推測されている。
- 1521年 - 各地を遍歴し、薬草の採取や関連する知識の収集につとめる（- 1529年）。
- 1529年10月23日 - モンペリエ大学医学部に入学。
- 1531年 - アジャンでアンリエット・ダンコス（Henriette d'Encosse）と最初の結婚。
- 1530年代後半 ? - 最初の妻と子どもをペストで失う。以降放浪したとされる。
- 1540年代 - 手稿『オルス・アポロ』を執筆。
- 1546年 - エクス＝アン＝プロヴァンスでペストの治療に当たる。
- 1547年 - サロン・ド・クローに転居。以降、定住。
- 1547年11月11日 - アンヌ・ポンサルド（Anne Ponsarde）と再婚。
- 1549年頃 - 1550年向けの暦書類を刊行する。以降、1551年向けを除き、1567年向けまで毎年刊行される[143]。この一連の刊行物の中で初めて「ノストラダムス」の名を用いたとされる。
- 1551年頃 - 長女マドレーヌ誕生[144]。
- 1553年11月 - 翌年向けの暦書類について粗雑な版を組んだ業者とトラブルになる[145]。
- 1553年12月18日 - 長男セザール誕生[146]。
- 1554年 - 『3月10日の7時から8時の間にフランス・サロンの町で多くの人に目撃された恐るべき驚異の光景』がニュルンベルクで出版される。
- 1555年 - 『化粧品とジャム論』の初版を刊行する。
- 1555年5月4日 - 『ミシェル・ノストラダムス師の予言集』の初版を刊行する。
- 1555年8月 - 国王アンリ2世と王妃カトリーヌ・ド・メディシスに謁見。
- 1556年頃 - 次男シャルル誕生[144]。
- 1556年 - アントワーヌ・クイヤールが『ル・パヴィヨン・レ・ロリ殿の予言集』を刊行する。これは『予言集』のパロディであり、最初の風刺文書である[147]。
- 1557年 - 『ガレノスの釈義』初版を刊行する（翌年には再版される[148]）。
- 1557年9月6日 - 『予言集』の増補版を刊行する[149]。
- 1557年11月3日 - 三男アンドレ誕生。
- 1557年11月3日 - 『予言集』増補版の粗雑なコピーが刊行される[150]。
- 1557年頃 - イタリア語訳版の暦書が刊行される[151]。初のイタリア語訳版。
- 1557年 - 『ノストラダムスに対するエルキュール・ル・フランソワ殿の最初の反論』が刊行される。この頃からノストラダムスを非難する文書が複数刊行される[152]。
- 1558年 - 『予言集』の完全版が出されたという説もある[153]。

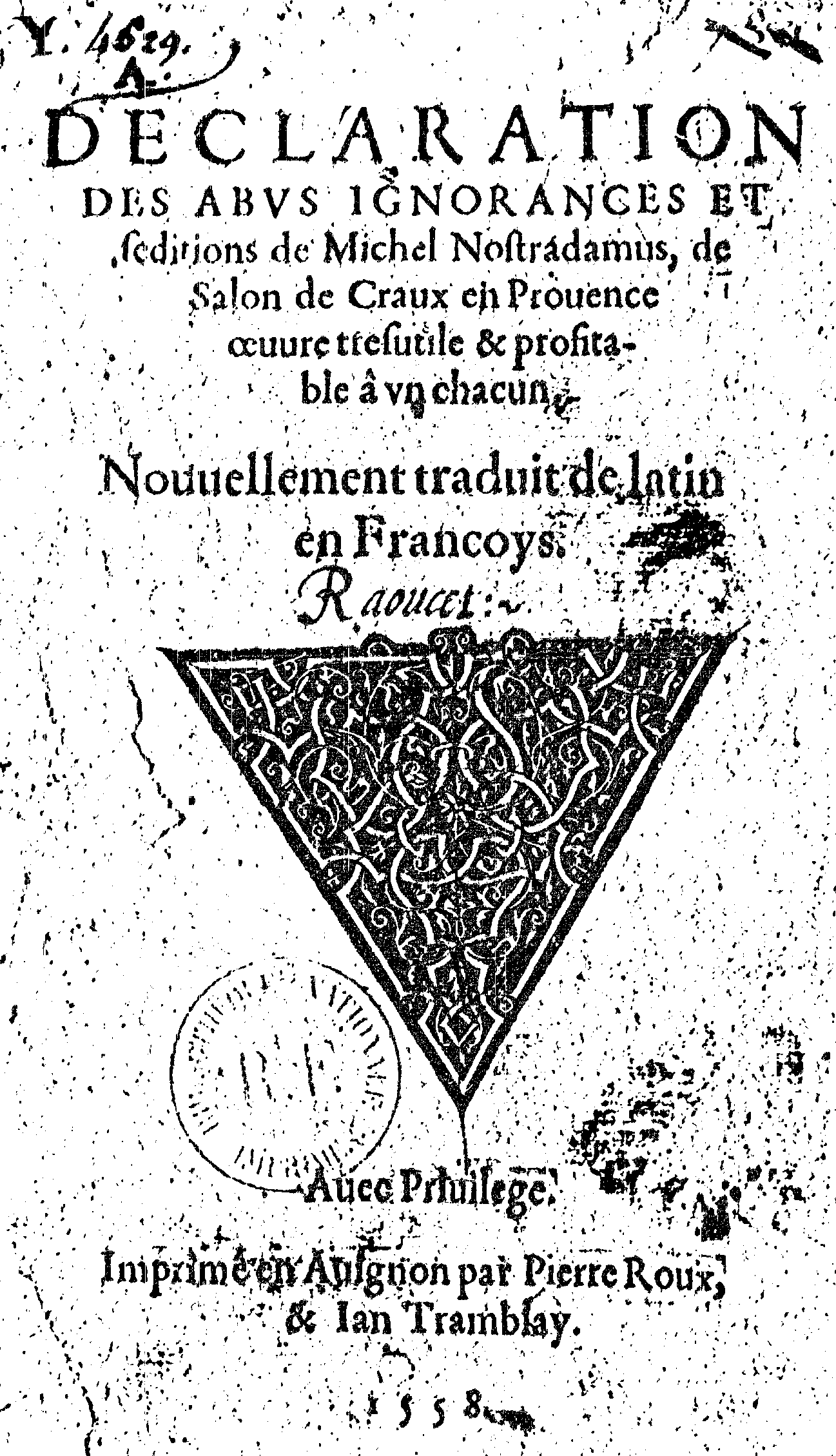
ノストラダムスへの批判書の一つ（1558年）

- 1558年 - 『エルキュール・ル・フランソワ殿の最初の反論』が再版される（タイトルが「モンストラダムスに対する」になる）。同じ年にジャン・ド・ラ・ダグニエール、ローラン・ヴィデルらも中傷文書を刊行した[154]。
- 1559年 - 英訳版の暦書類が刊行される[155]。初の英訳版。
- 1559年7月10日 - アンリ2世が没する。ノストラダムスはこれを予言していたとされるが、彼の生前に喧伝されていた詩（百詩篇第3巻55番）は、現在結び付けられている詩（百詩篇第1巻35番）とは別の詩である[156]。
- 1559年12月15日 - 次女アンヌ誕生[144]。
- 1560年 - ロンサールが『ギヨーム・デ・ゾーテルへのエレジー』においてノストラダムスの名を詩に織り込む[157]。
- 1561年 - 夏ごろ、ジャン・ド・シュヴィニー（のちのジャン＝エメ・ド・シャヴィニー）を秘書として雇う[158]。
- 1561年 - 三女ディアーヌ誕生[144]。
- 1561年頃 - パリで『予言集』の海賊版が刊行される。この版を刊行した業者バルブ・ルニョーは、前後する時期に、暦書の偽版2種類と海賊版と思しき版1種類も刊行している[159]。
- 1563年頃 - この頃から「ミシェル・ド・ノストラダムス (Michel de Nostrdamus, Mi. de Nostradamus)」と名乗る偽者が著作を発表し始める[160]。
- 1564年10月17日 - フランス全土を巡幸していた国王シャルル9世と母后カトリーヌ・ド・メディシスがサロンを訪れ、ノストラダムスと会見。ノストラダムスはアルルで、「常任侍医兼顧問」(Conseiller et Medecin ordinaire au Roy) の称号を受けたとされる。
- 1566年 - 『王太后への書簡』を刊行する。
- 1566年 - オランダ語訳版の暦書が刊行される。初の、そして唯一のオランダ語訳版[161]。
- 1566年6月17日 - 公証人を呼んで遺言書を口述（6月30日に追補）[162]。
- 1566年7月1日 - 秘書シュヴィニー（シャヴィニー）がノストラダムスの就寝前に最期の言葉を交わしたとされる。
- 1566年7月2日未明 - 長男セザールによってノストラダムスの死が確認される。

### 没後の関連年表

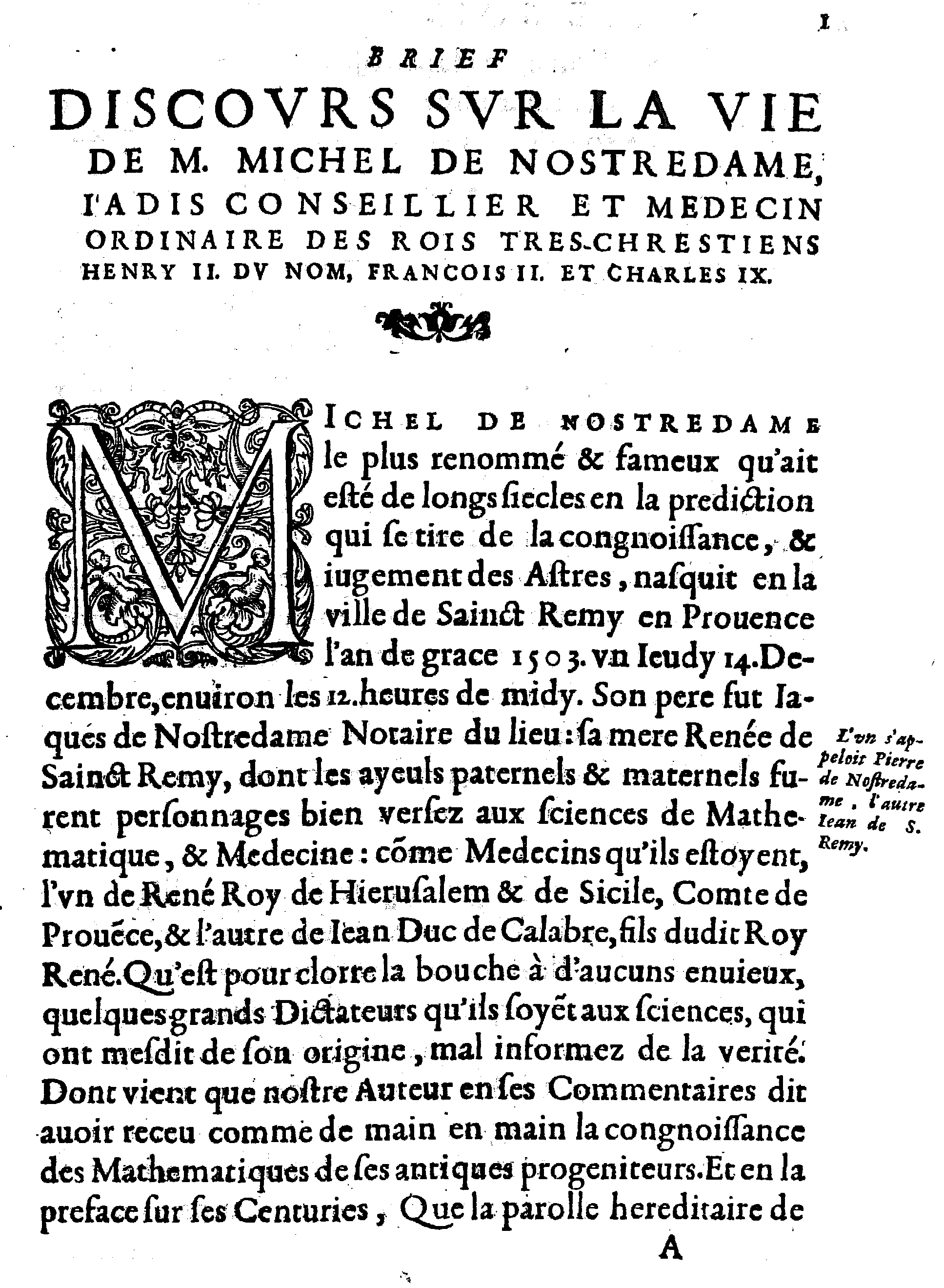
シャヴィニーによる最初の伝記（1594年）

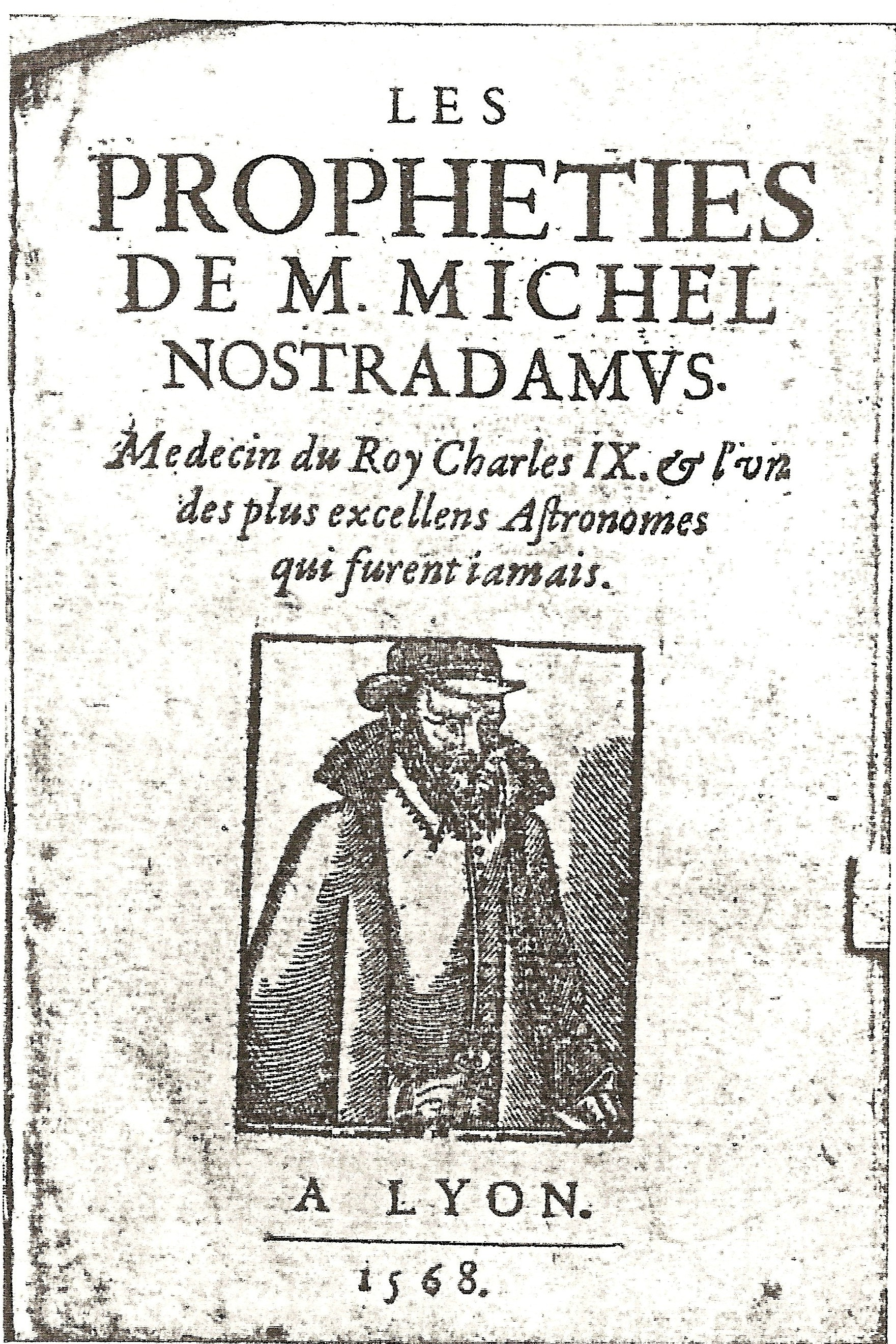
『予言集』偽1568年版（1649年頃）

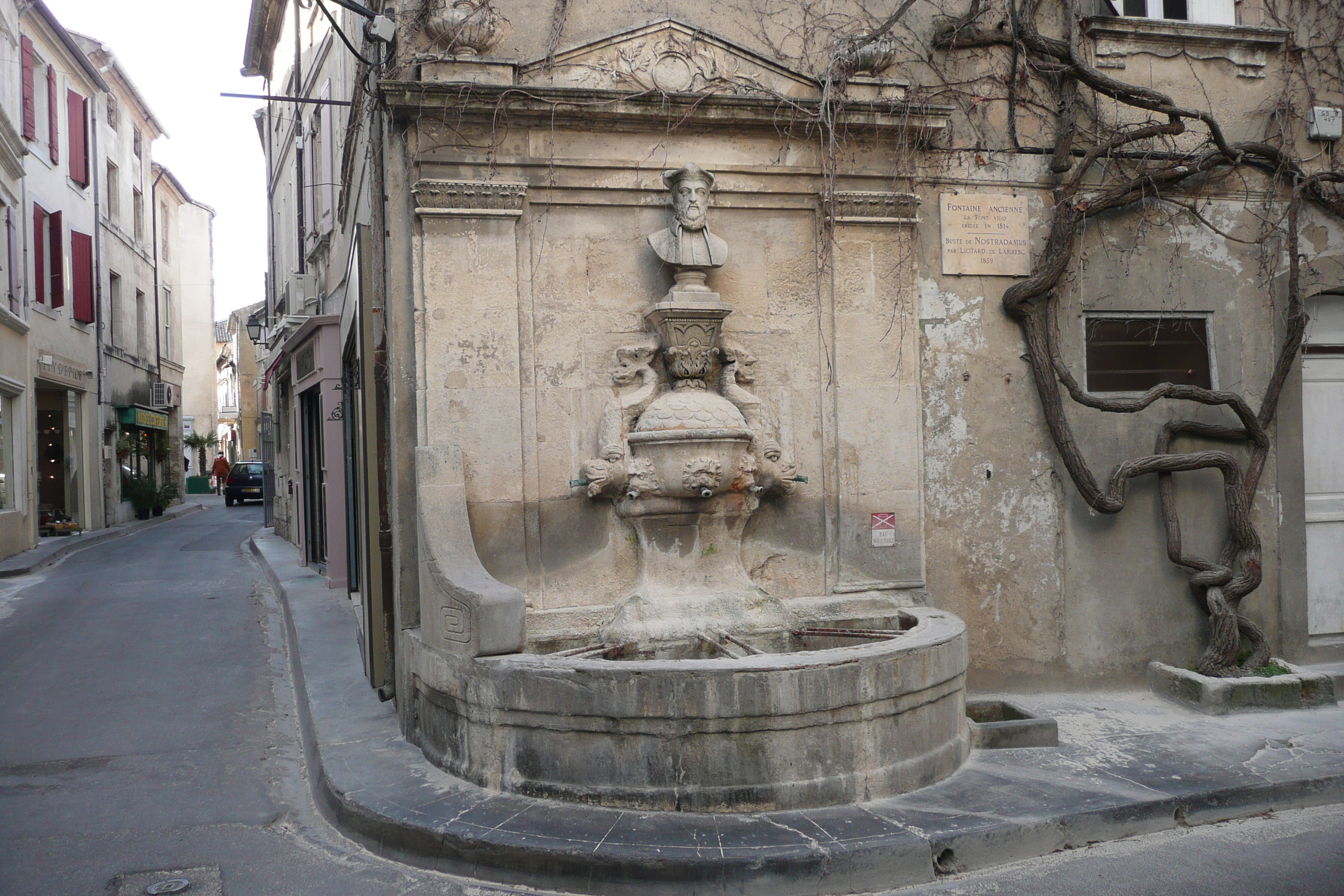
ノストラダムスの泉

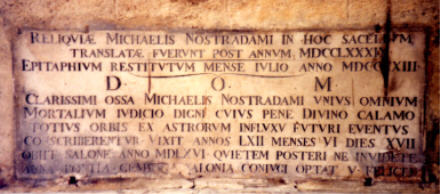
現存するノストラダムスの墓碑（1813年）

- 1568年 - 現存最古の『予言集』完全版が刊行される[163]。
- 1570年頃 - この頃から偽者アントワーヌ・クレスパン・ノストラダムスが著作を発表し始める[164]。
- 1572年 - ドイツ語訳版の『化粧品とジャム論』が刊行される。この版は1573年と1589年にも再版された[165]。
- 1589年 - シャヴィニーが手稿『ミシェル・ド・ノートルダム師の散文体の予兆集成』を作成[166]。これにより、暦書類の内容がかなりの程度保存された。
- 1590年 - アントウェルペンで『予言集』が出版される。フランス以外で刊行された初めての版（対訳等はなし）[167]。
- 1594年 - シャヴィニーが『フランスのヤヌスの第一の顔』を出版する。これは、ノストラダムス予言の最初の解釈本に当たる。また、冒頭の伝記は最初の伝記といえるが、誤りが少なくない[168]。
- 1605年 - 1605年版『予言集』が刊行される。「予兆集」「六行詩集」が初めて組み込まれた版[169]。
- 1614年 - 長男セザールが『プロヴァンスの歴史と年代記』を出版する[170]。父ノストラダムスにも言及しており伝記的証言として重要だが、明らかな粉飾も含む。
- 1649年頃 - フロンドの乱の影響で、ジュール・マザランを貶めるための偽の詩篇を加えた偽「1568年リヨン版」『予言集』が刊行される。この時期は、ノストラダムスを主題とするマザリナードも多く刊行された[171]。
- 1672年 - テオフィル・ド・ガランシエールによる英訳と解釈が収録された『予言集』が出版される。初の翻訳された版[172]。
- 1789年 - フランス革命が始まる。それから10年ほどの間に10種以上の『予言集』の版と夥しい数の関連パンフレットが刊行された。なお、『予言集』の中には10篇ほどの詩を偽の詩に差し替えた版もあった[173]。
- 1791年 - ノストラダムスの墓が荒らされる。その後、遺骨の一部が集められ、サロン市のサン＝ローラン参事会聖堂聖処女礼拝堂の壁の中に安置し直された[174]。
- 1813年7月 - 新たな墓所に墓碑が飾られる。現存する墓碑はこの時のものである[174]。
- 1859年 - サン=レミに現存する「ノストラダムスの泉」が作られる。手がけたのは彫刻家アンブロワーズ・リオタールである。
- 1939年 - 第二次世界大戦。ナチスは自陣営に都合のよい解釈を載せたパンフレットを各国語に訳して配布した。また、フランス占領時に、いくつかの解釈書を発禁処分にしたという[175]。このほか、特にアメリカでは、ノストラダムス関連書の刊行点数が増えた。
- 1966年12月 - パリのオークションに『1562年向けの暦書』の異本の手稿が現れる（暦書類で存在が知られている唯一の手稿）[176]。現在の所有者は未詳である。
- 1967年 - フランス国立図書館で手稿『オルス・アポロ』が発見される（翌年公刊[177]）。
- 1973年11月 - 五島勉の『ノストラダムスの大予言』が刊行される。刊行から3か月余りで公称100万部を突破するベストセラーとなり、日本における最初のノストラダムスブームが起きる[178]。
- 1980年 - フランスでジャン＝シャルル・ド・フォンブリュヌが『歴史家にして予言者ノストラダムス』を刊行する。フランスでベストセラーになり、他国語版も相次いで出版された[179]。
- 1982年9月 - ウィーンのオーストリア国立図書館で『予言集』初版が発見される。初版本は1931年6月17日のオークションで現れたのを最後に所在不明となっていた[180]。
- 1983年 - フランスでノストラダムス協会が創設される[181]。
- 1983年6月 - ブダペストの国立セーチェーニ図書館に『予言集』1557年11月3日版が所蔵されていたことが確認される[182]。
- 1983年7月 - アルビ市立図書館でも『予言集』初版が発見される[180]。
- 1991年 - 日本では湾岸戦争にあわせ、ノストラダムス関連書が急増し、その年のベストセラーランキングに登場するものも出た[183]。
- 1992年 - サロン市にノストラダムス記念館 (Le Musée de "La Maison de Nostradamus") が開設される[184]。これは、彼が晩年を過ごした家を改築したものである（ただし、建物自体は1909年の地震 (南フランス)（フランス語版）で大きな被害を受けたため、当時の建物そのままではない）。設立当初は私設だったが、1997年からは公立博物館となっている。
- 1996年 - オランダのユトレヒト大学図書館で1557年版の『予言集』が確認される[185]。
- 1999年 - 日本ではノストラダムス関連書が急増し、関連商品なども（単なるジョークも含め）多く発売された[186]。ただし、1999年を境に日本のノストラダムス関連書の刊行点数は大きく落ち込んだ[187]。
- 2001年 - アメリカ同時多発テロ事件。アメリカ、フランス、日本などでこれに便乗した解釈本が何冊も出された。また、インターネット上でノストラダムスの詩と称する偽物が出回った[188]。
- 2003年 - ノストラダムスの生誕500周年。サロン＝ド＝プロヴァンスでは記念の展覧会が開催された。これに合わせて、サロン市の市長が序文を寄せる形でカタログが出版された[189]。
- 2010年9月 - パリのオークションに1561年ニコラ・ビュフェ未亡人版『予言集』が現れる[190]。